# Fedde le Grand

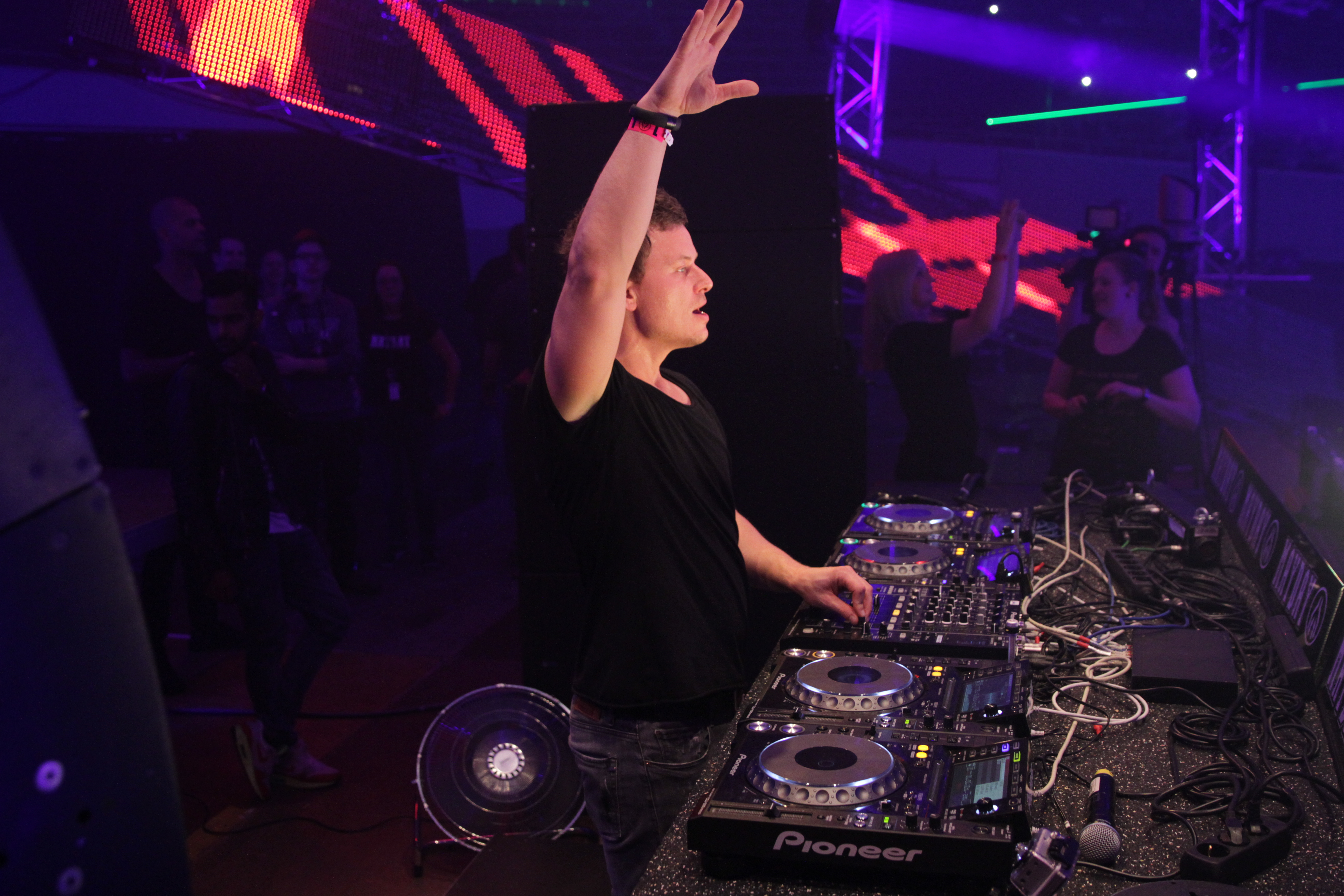
Fedde le Grand op Mayday in 2014

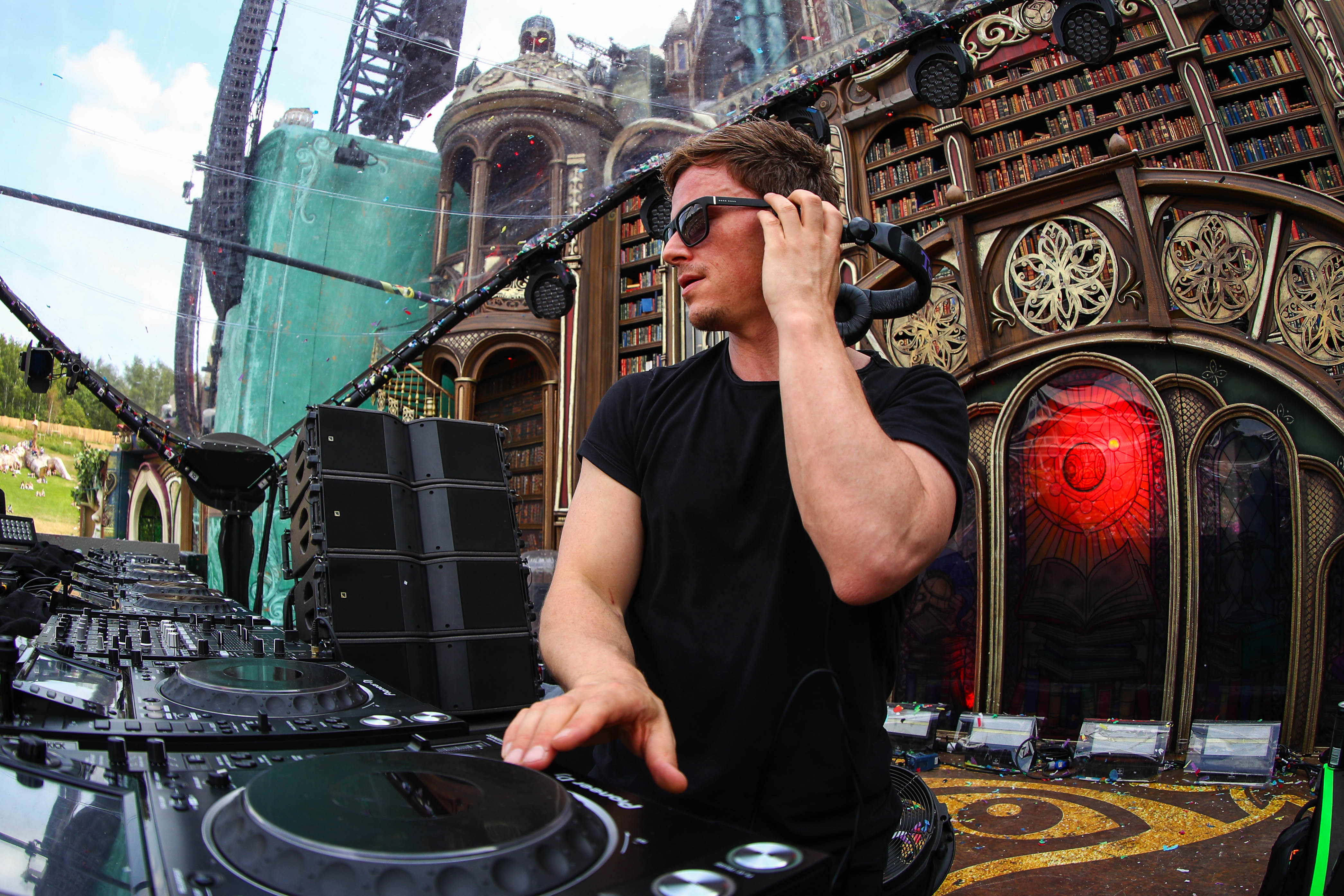
DJ Fedde le Grand playing the 2019 Tomorrowland mainstage

Fedde le Grand (Utrecht, 7 september 1977) is een Nederlandse diskjockey.

## Levensloop
Op jonge leeftijd begon Fedde le Grand met een eigen drive-inshow en als dj in plaatselijke clubs in Bunnik. Zijn kunsten bleven niet onopgemerkt en hij werd uiteindelijk gevraagd als dj in De Danssalon in Eindhoven. Vele grote clubs in Nederland en daarbuiten volgden.
Le Grand behaalde in 2006 een grote hit met Put your hands up 4 Detroit. De single wist in week 45 van dat jaar de eerste plaats in de UK Singles Chart te bereiken. Hierdoor steeg zijn populariteit en mocht hij verschillende remixen maken van onder anderen Robbie Williams. De rapgroep D12 uit Detroit maakte een speciale versie van Put your hands up 4 Detroit, die in juli 2006 uitkwam.
In 2007 trad Le Grand op op het dancefeest Sensation White in Amsterdam, waar hij ook in 2008, 2009, 2011, 2013 en 2015 draaide. Tevens is hij een van de resident-dj's van Sensation waardoor hij inmiddels al in meer dan 20 landen op Sensation heeft gespeeld.
Begin 2007 bereikte Le Grand opnieuw de top 10 in de UK Singles Chart, dit keer met The creeps vs. Camille Jones. In Nederland kwam de plaat niet verder dan plaats 18.
Op 7 juli 2007 draaide Le Grand het thema ('anthem') van Live Earth, 'Mirror 070707', in Amsterdam.
In 2011 behaalde Le Grand vijf nummer 1 noteringen in de Beatport charts waarvan er 1 een remix was voor de Britse band Coldplay. In november dat jaar stond Le Grand zelfs in het voorprogramma van Coldplay tijdens een van hun concerten in Madrid, Spanje.
Vanaf september 2013 t/m 2016 presenteerde Le Grand elke zaterdagavond van 02.00 tot 03.00 uur Dark Light Sessions op Radio 538, waarin hij mixen van verschillende platen maakte.
Le Grand was betrokken bij carrières van artiesten als Nicky Romero, Deniz Koyu en Danny Avila.

## Discografie

### Albums
| Album met eventuele hitnotering(en) in de Nederlandse Album Top 100 | Datum van verschijnen | Datum van binnenkomst | Hoogste positie | Aantal weken | Opmerkingen |
| ------------------------------------------------------------------- | --------------------- | --------------------- | --------------- | ------------ | ----------- |
| Sessions                                                            | 2007                  | -                     |                 |              |             |
| Output                                                              | 2009                  | 31-10-2009            | 63              | 2            |             |

### Singles
| Single met eventuele hitnotering(en) in de Nederlandse Top 40 | Datum van verschijnen | Datum van binnenkomst | Hoogste positie | Aantal weken | Opmerkingen                                               |
| ------------------------------------------------------------- | --------------------- | --------------------- | --------------- | ------------ | --------------------------------------------------------- |
| Put your hands up 4 Detroit                                   | 2006                  | 08-07-2006            | 4               | 17           | Nr. 5 in de Single Top 100 / Dancesmash op Radio 538      |
| Just trippin'                                                 | 2006                  | 07-10-2006            | tip10           | -            | Nr. 40 in de Single Top 100                               |
| The creeps                                                    | 2006                  | 06-01-2007            | 18              | 8            | met Camille Jones / Nr. 22 in de Single Top 100           |
| Wheels in motion                                              | 2007                  | 07-04-2007            | 15              | 7            | met Funkerman & F To the F. / Nr. 14 in de Single Top 100 |
| Let me think about it                                         | 2007                  | 16-06-2007            | 12              | 15           | met Ida Corr / Nr. 5 in de Single Top 100                 |
| Mirror 07-07-07                                               | 2007                  | 14-07-2007            | tip11           | -            | met Ida Corr / Nr. 22 in de Single Top 100                |
| 3MIN 2XPLN                                                    | 2008                  | 28-06-2008            | tip2            | -            | met Funkerman / Nr. 39 in de Single Top 100               |
| Scared of me                                                  | 2009                  | 23-05-2009            | tip5            | -            | met Mitch Crown / Nr. 39 in de Single Top 100             |
| So much love                                                  | 2012                  | 18-02-2012            | tip18           | -            |                                                           |
| Long way from home                                            | 2013                  | 06-04-2013            | tip2            | -            | met Sultan & Ned Shepard / Nr. 90 in de Single Top 100    |
| Where we belong                                               | 2013                  | 02-11-2013            | 24              | 6            | met DI-RECT / Nr. 44 in de Single Top 100                 |
| Falling                                                       | 2015                  | 07-02-2015            | tip4            | -            | met Niels Geusebroek                                      |
| Firestarter                                                   | 2017                  | 28-07-2017            | -               | -            | met Ida Corr & Shaggy                                     |

| Single met hitnotering(en) in de Vlaamse Ultratop 50 | Datum van verschijnen | Datum van binnenkomst | Hoogste positie | Aantal weken | Opmerkingen       |
| ---------------------------------------------------- | --------------------- | --------------------- | --------------- | ------------ | ----------------- |
| Put your hands up for Detroit                        | 2006                  | 16-09-2006            | 14              | 30           |                   |
| The creeps                                           | 2007                  | 24-03-2007            | 14              | 15           | met Camille Jones |
| Let me think about it                                | 2007                  | 03-11-2007            | 21              | 17           | met Ida Corr      |

### Remixen
- 2004: Anita Kelsey - Every Kiss / Fedde Le Grand Remix
- 2005: Funkerman & RAF - Rule The Night / Fedde Le Grand Remix
- 2005: Erick E - Boogie Down / Fedde Le Grand Remix
- 2005: Funkerman - The One / Fedde Le Grand Remix
- 2006: Freeform Five - No More Conversations / Fedde Le Grand Remix
- 2006: Olav Basoski Feat. Mc Spyder - Like Dis / Fedde Le Grand Remix
- 2006: Erick E - The Beat Is Rockin / Fedde Le Grand Remix
- 2006: Erick E - Boogie Down / Fedde Le Grand Remix
- 2007: Samim-Heater / Fedde Le Grand Remix
- 2007: Freeform Five - No More Conversations / Fedde Le Grand Remix
- 2007: Ida Corr - Let Me Think About It / Fedde Le Grand Remix
- 2008: Martin Solveig - C'est la Vie (Fedde vs. Martin Club Mix)
- 2008: Madonna - Give It 2 Me / Fedde Le Grand Remix
- 2008: Stereo MC's - Black Gold / Fedde Le Grand Remix
- 2009: Sono - Keep Control Plus / Fedde Le Grand Remix
- 2009: Kraak & Smaak - Squeeze Me / Fedde Le Grand Remix
- 2009: Fatboy Slim - Praise you / Fedde Le Grand Remix
- 2010: Everything but the Girl - Missing / Fedde Le Grand Remix
- 2011: Goldfish - Soundtracks&Comebacks / Fedde Le Grand Remix
- 2011: Rye Rye ft. Robyn - Never will be mine / Fedde Le Grand Vocal Remix
- 2011: Coldplay - Paradise / Fedde Le Grand Remix
- 2011: David Guetta - Little Bad Girl / Fedde Le Grand Remix
- 2012: Digitalism - Zdarlight / Fedde Le Grand & Deniz Koyu Remix
- 2012: Coldplay - Paradise / Fedde Le Grand Remix
- 2013: Nikki Williams - Glowing / Fedde Le Grand Remix
- 2013: Timeflies - I Choose You / Fedde Le Grand Remix
- 2014: Shakira ft. Rihanna - Can't Remember To Forget You / Fedde Le Grand Remix
- 2014: Michael Jackson - Love Never Felt So Good / Fedde Le Grand Remix